# Friðrik Þór Friðriksson
Friðrik Þór Friðriksson, född 12 maj 1954 i Reykjavik, är en isländsk filmregissör och filmproducent. Hans film Naturens barn blev Oscarsnominerad för Bästa icke-engelskspråkiga film.

## Filmografi som regissör
- Nomina Sunt Odiosa (1975) – kortfilm
- Brennu Njáls saga (1980) – kortfilm
- Eldsmiðurinn (1981) – kort dokumentärfilm
- Rokk í Reykjavík (1982) – dokumentär
- Kúrekar norðursins (1984) – dokumentär
- Hringurinn (1985) - dokumentär
- Skytturnar (1987)
- Naturens barn (Börn náttúrunnar) (1991)
- Biodagar (Bíódagar) (1994)
- Á köldum klaka (1995)
- Djävulsön (Djöflaeyjan) (1996)
- Universums änglar (Englar alheimsins) (2000)
- Fálkar (2001)
- Niceland (2004)
- Mamma Gógó (2010)
- Horizon (2015) – dokumentär
- Kill the Poet (2018)